# Atari Portfolio

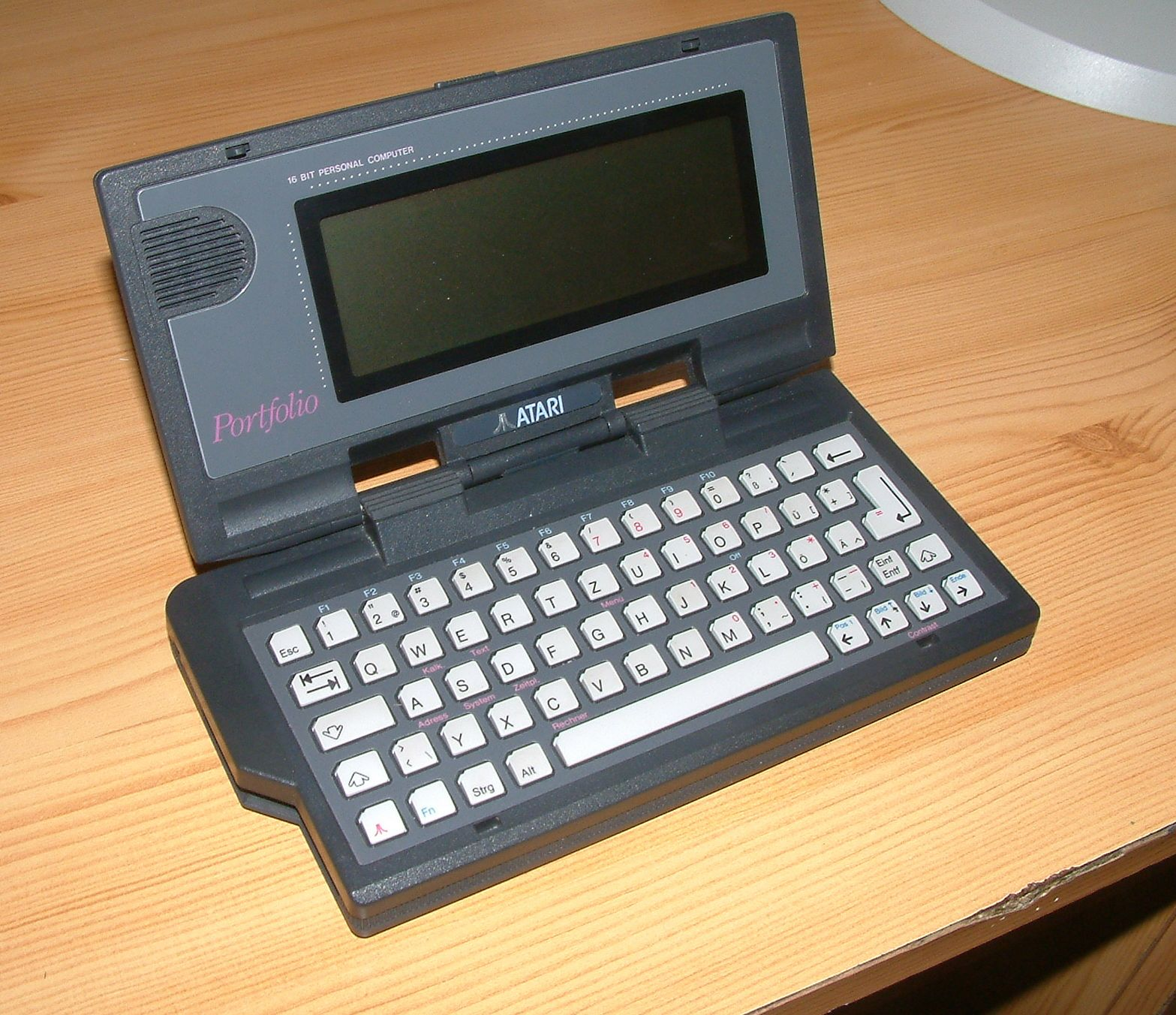
Atari Portfolio

Atari Portfolio は、1989年に Atari から発売された初の PC 互換パームトップコンピュータである。
なお、 Atari のオリジナルではなく、イングランドのサリーを拠点とする Distributed Information Processing (DIP) からのライセンスである。
4.9152MHz 動作の Intel 80C88 CPU を中心に構成されていて、DIP DOS 2.11 と呼ばれる MS-DOS の一種が動作する。
256KB の内蔵 ROM には OS と内蔵アプリケーションが格納されている。
128KB の内蔵 RAM は、システムメモリとローカル記憶領域（C:ドライブ）に分割して使われる。
LCD は白黒で 240x64 ピクセル または 40 文字 x 8行、バックライトは無い。
本体の右側面には拡張ポートがあり、パラレル、シリアル、MIDI 拡張モジュールが使える。
取り外し可能なメモリ用の拡張カードスロットもあるが、（規格化される前なので）PCMCIA とは互換性が無い。
拡張カードの容量は、初期には 32KB、64KB、128KB で、後に 4MB まで拡大され、交換可能な電池で約2年間バックアップされる。
内蔵アプリケーションは、テキストエディタ、表計算（Lotus 1-2-3 互換）、電話帳、スケジューラである。
拡張カードにはチェスゲーム、ファイル管理、資産管理などのプログラムが収められていた。
ハードウェアに直接アクセスせず、少ないメモリに入るのなら、テキストベースの MS-DOS アプリケーションが動作するかもしれない。
他の拡張モジュールとしては、フロッピー・ドライブ、メモリー拡張ユニットがあった。
メモリー拡張ユニットで RAM を 256KB 増やすことが可能で、それをいくつかのドライブに分割することができた。
パス・スルー拡張コネクタを使えば複数の拡張ユニットを接続できるので、理論上では、メモリ拡張ユニットを複数取り付けて記憶領域を 1MB 以上に増やすことが可能である。
また、デスクトップ PC に接続して拡張カードを読み書きするためのカードリーダもあり、そのキットは ISA カード、専用ケーブル、カードリーダ、フロッピーディスクで供給されるソフトウェアから構成されていた。
徹底してシンプルであり、余計な機能が無いことが評価され、Portfolio は今でもある程度の人気がある。
電界発光式のバックライトユニットを使えるようにするアクセサリなど、ハックが続けられている。
Portfolio のカードからコンパクトフラッシュへの変換器も興味深いハックで、普通の CF カードが Portfolio のカードスロットで使えるようになる。
内部のコネクタに接続している単純な基板であるアダプタをスロットに入れ、アダプタに CF カードを挿入する。
ただしこのアダプタを使うには、Portfolio のマザーボード上のピンをいくつかショートする必要がある。

## トリビア
映画『ターミネーター2』で劇中の小道具として使われた。登場人物の少年ジョン・コナーが、Portfolio のパラレルポートからリボンケーブルで盗品の磁気カードに接続し、ATM やサイバーダイン社の暗号セキュリティを破るシーンがある。